# Deane Stoltz
Deane Stoltz (* 3. April 1929 in Ottumwa, Iowa; † 29. Januar 2006 in Midland, Texas) war ein US-amerikanischer Unternehmer.
Deane Stoltz war einer der bedeutendsten Unternehmer der Öl-Branche in Texas. Er besaß Midland Oil und trat außerdem als Philanthrop hervor.